# The Circus Starring: Britney Spears

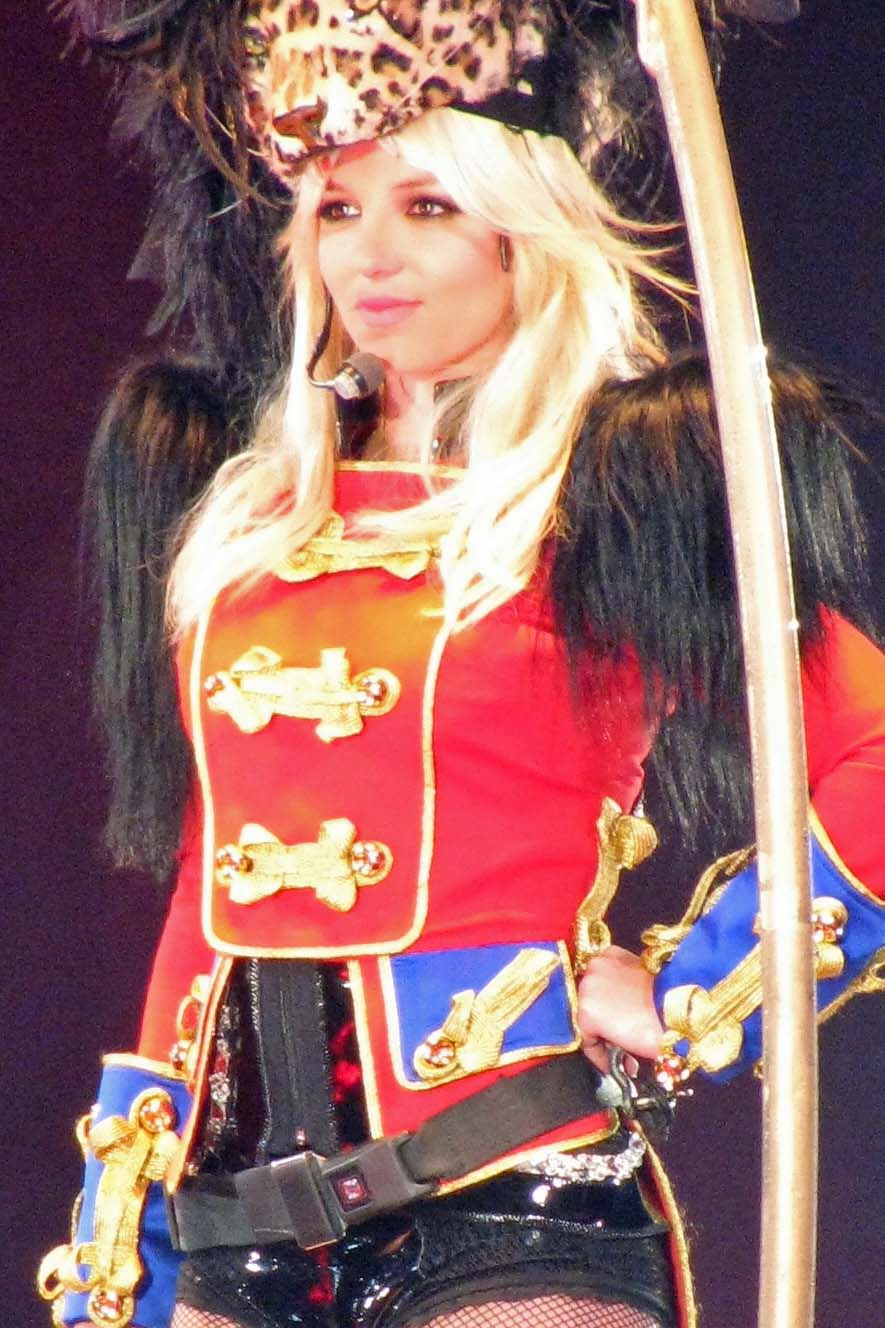
Britney podczas wykonywania piosenki „Circus”

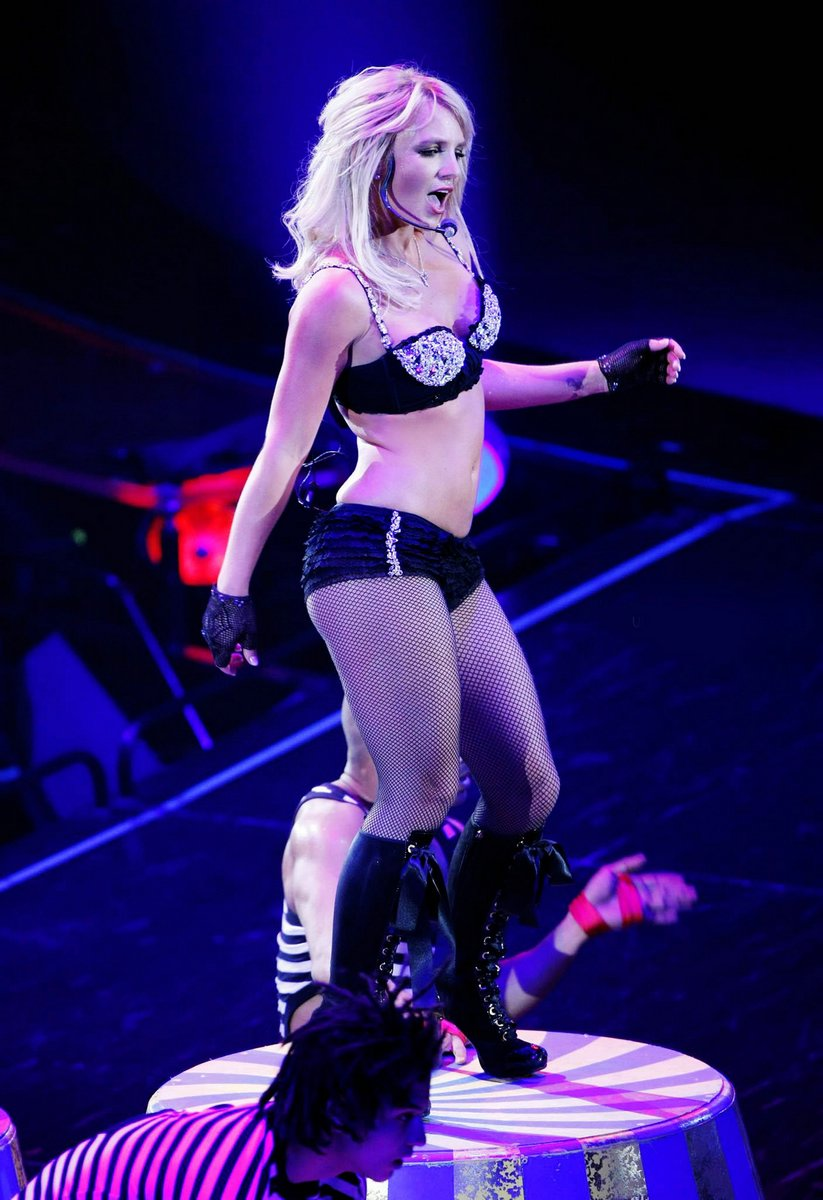
Spears z piosenką „Radar”

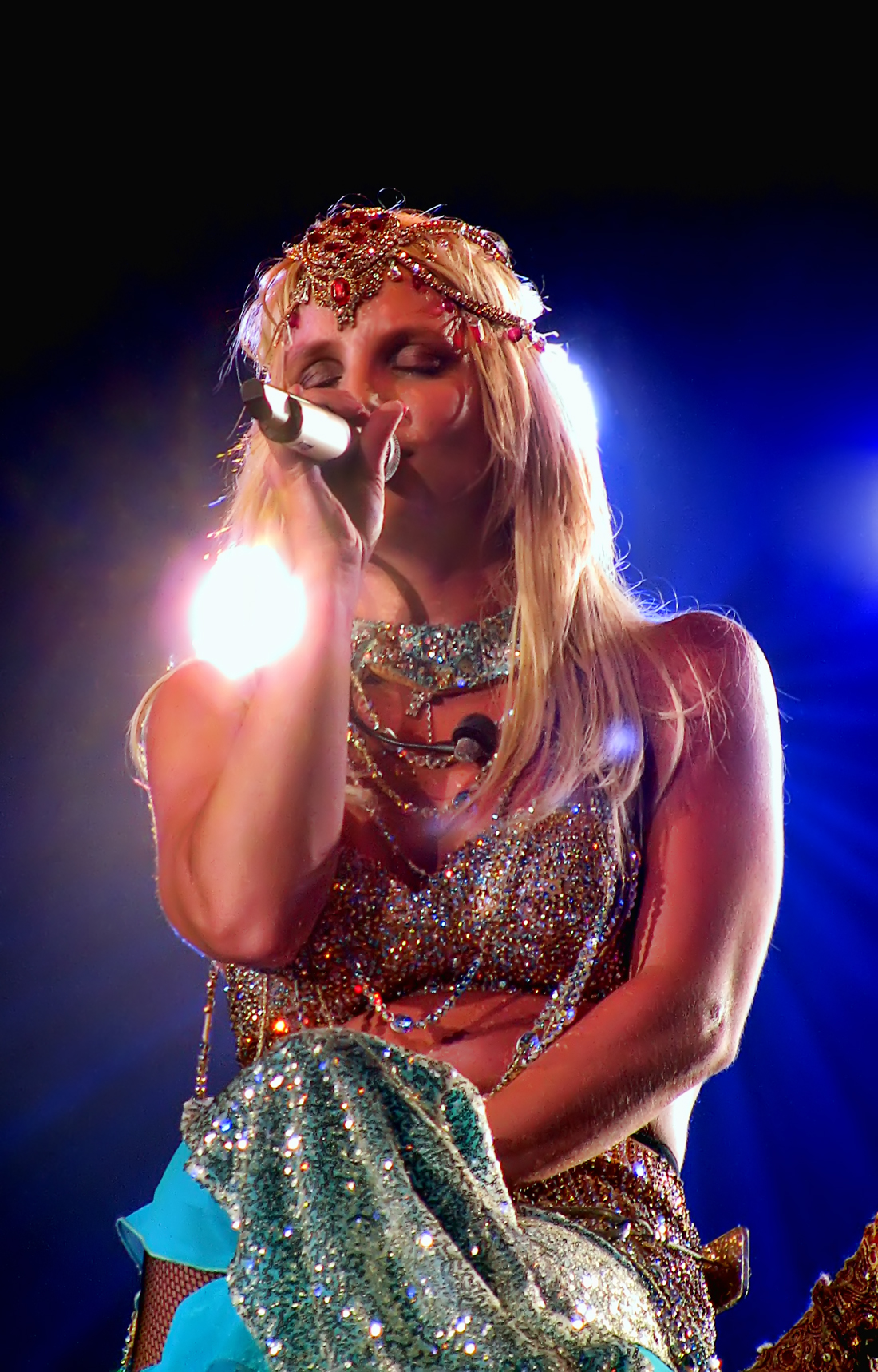
Britney w piosence „Everytime”

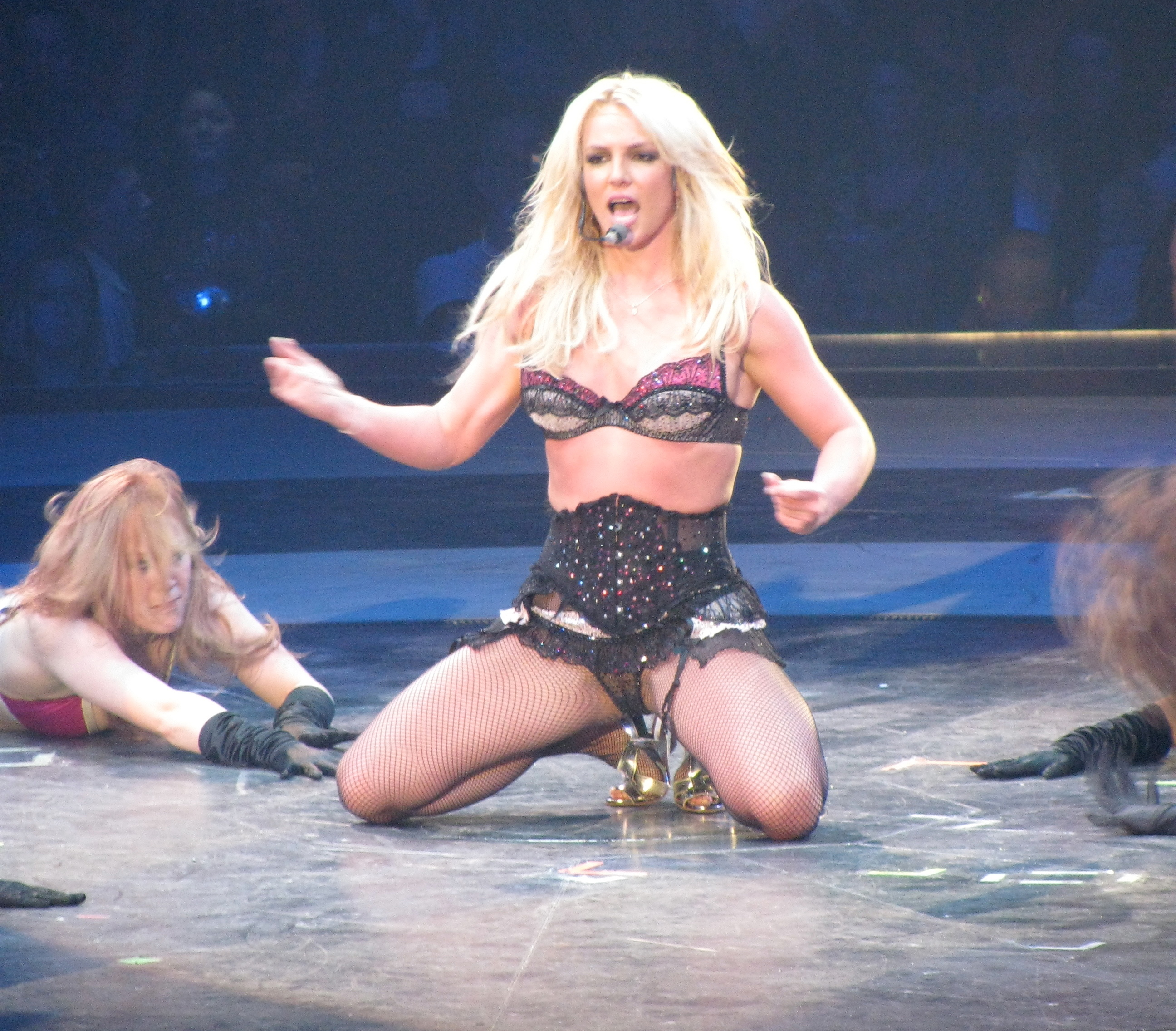
„Hot As Ice”

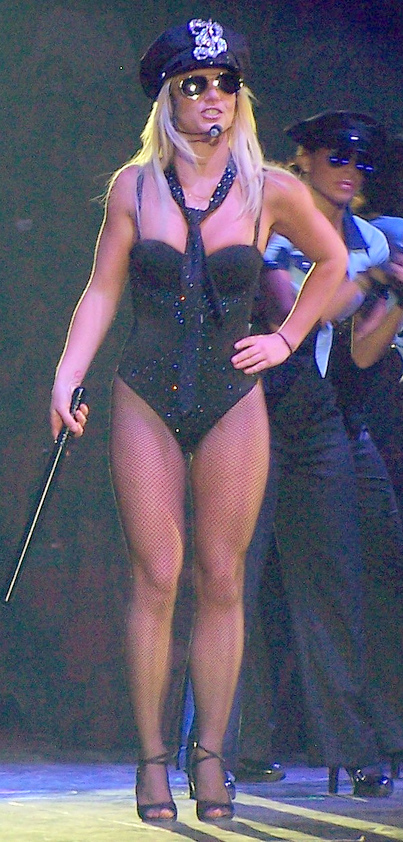
„Womanizer”

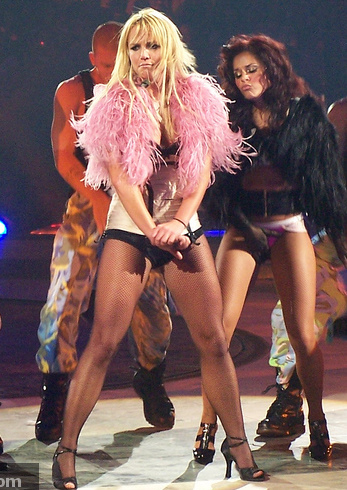
„If U Seek Amy”

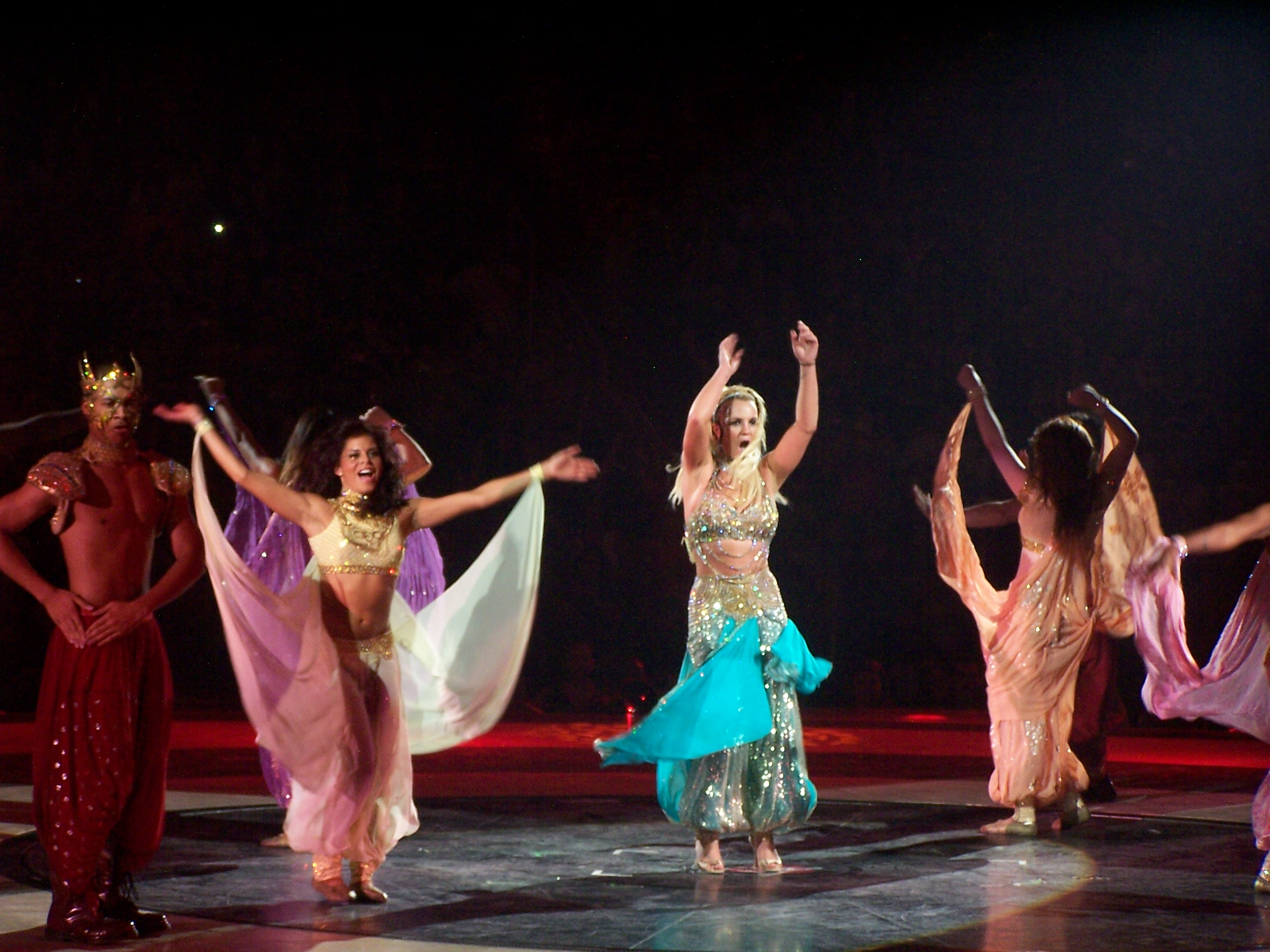
„Me Against The Music”

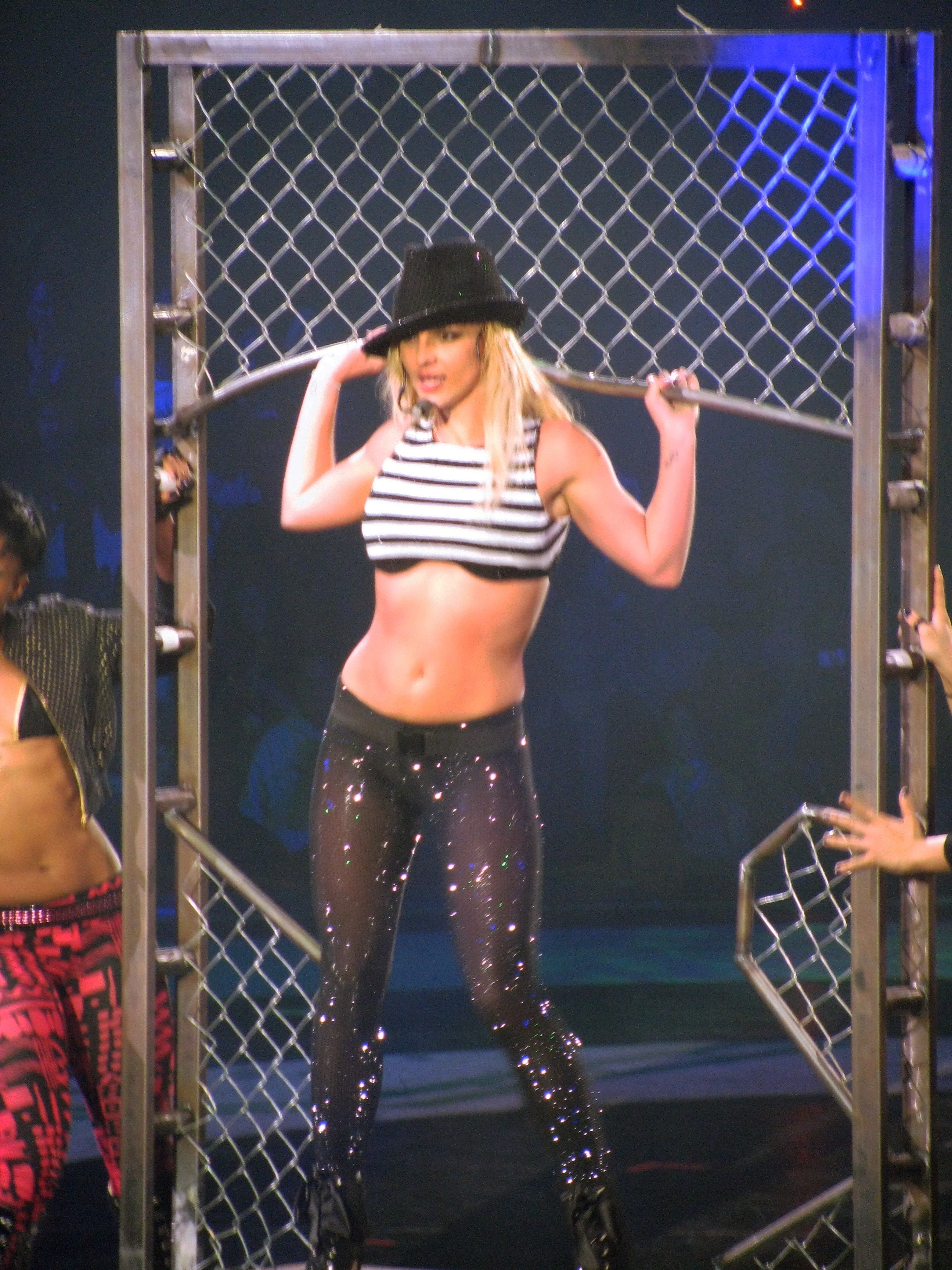
„Toxic”

„The Circus Starring: Britney Spears” jest to światowa trasa promująca szósty, studyjny album piosenkarki Britney Spears „Circus”. Artystka podczas wywiadu w radiu Z100 wyznała, iż bardzo zależy jej na rozpoczęciu koncertowania w 2009. Od 5 grudnia bilety na występy Britney były dostępne w sprzedaży. W sumie sprzedało się 1 521 915. W ramach trasy odbyło się 97 koncerty:
- 53 w Stanach Zjednoczonych
- 8 w Kanadzie
- 22 w Europie (9 w Wielkiej Brytanii, 3 we Francji, po 2 w Irlandii, Szwecji, Rosji, po 1 w Belgii, Danii, Finlandii i Niemczech)
- 14 w Australii

W związku z faktem, iż poprzednia płyta wokalistki – „Blackout” nie była promowana trasą, Britney na trasie wykonywała kilka utworów z niej pochodzących..
- Producent trasy: Jamie King
- Producent muzyczny: Simon Ellis
- Choreografowie: JaQuel Knight, Tony Testa, Dreya Weber, Rujuta Vaidya
- Menedżerowie: Larry Rudolph, Adam Leber
- Stylista: William Baker

3 marca Britney rozpoczęła trasę koncertem w Nowym Orleanie.
Podczas show gwiazda prezentowała się w kilkunastu różnych strojach. W czasie koncertów artystka śpiewała między innymi unosząc się na dużym parasolu, poruszając się rowerem, tańcząc przy rurze, a także asystując przy magicznych sztuczkach.
Występy Britney oglądały z widowni takie gwiazdy jak Madonna czy Fergie. Na koncercie w Los Angeles na widowni zasiadły: Victoria Beckham, Avril Lavigne, Queen Latifah, Jaime King, Perez Hilton, Brittany Snow i Amanda Bynes. Na kolejnym, drugim już koncercie w Los Angeles pojawili się: Rihanna, Lindsay Lohan, Jaime Pressly, Howie Dorough, Gabrielle Union, Nicole Richie oraz Ron Jeremy. Na jednym z koncertów pojawiła się też Kim Kardashian. Show w Las Vegas oglądali: Paris Hilton, Nicky Hilton, Megan Fox, Carmen Electra oraz Pauly Shore.
W ramach trasy Spears miała 24 lipca 2009 odwiedzić Polskę, ale 14 lipca koncert odwołano z powodu niespełnienia przez polskiego organizatora warunków narzuconej umowy.

## Support
- The Pussycat Dolls (Ameryka Północna, marzec-maj)

1. „Don't Cha
2. „Beep”
3. „I Don't Need a Man”
4. „I Hate This Part”
5. „Buttons”
6. „Whatcha Think About That”
7. „Jai Ho (You Are My Destiny)”
8. „Stickwitu”
9. „When I Grow Up”

- Ciara (Londyn oraz Ameryka Północna (sierpień-wrzesień wraz z Kristinią DeBarge i One Call))[6]

1. „Go Girl” (intro)
2. „High Price”
3. „I'm On”
4. „Like a Boy”
5. „Goodies”
6. „Love Sex Magic”
7. „Get Up”
8. „Takin’ Back My Love”
9. „Lose Control”
10. „1, 2 Step”
11. „Work"

- Sliimy (Francja)[7]

- Ranetki (Rosja)[8]

- Cascada (Niemcy)[9]

- DJ Havana Brown (Francja, Belgia, Dania, Australia)

## Lista utworów
1. „Welcome to the Circus” (Video Introduction)
2. „Circus”
3. „Piece Of Me”
4. „Thunderstorm” (Preformance Interlude)
5. „Radar”
6. „Gimme More” (Dance Interlude)
7. „Ooh Ooh Baby”
8. „Hot As Ice”
9. „Boys”
10. „If U Seek Amy”
11. „You Oughta Know” (Cover Alanis Morissette dodany do setlisty 5 września 2009 r.)
12. „Me Against the Music”
13. „Everytime”
14. „I'm Scared” (Cover Duffy wykonany tylko raz w Nowym Orleanie)
15. „Everybody's Looking for Something” (Video Interlude)
16. „Freakshow”
17. „Get Naked”
18. „Mannequin”
19. „Britney's Hotline” (Video Interlude)
20. „Breathe On Me”
21. „Touch Of My Hand”
22. „Band Jam Segue” (Performance Interlude)
23. „Do Somethin’”
24. „I’m a Slave 4 U”
25. „Heartbeat” (Dance Interlude)
26. „Toxic”
27. „…Baby One More Time”
28. „Break the Ice” (Video Interlude)
29. „Womanizer”

## Daty koncertów
| Ameryka Północna  |                |                   |                                   |
| 3 marca 2009      | Nowy Orlean    | Stany Zjednoczone | Nowy Orlean Arena                 |
| 5 marca 2009      | Atlanta        | Stany Zjednoczone | Philips Arena                     |
| 7 marca 2009      | Miami          | Stany Zjednoczone | American Airlines Arena           |
| 8 marca 2009      | Tampa          | Stany Zjednoczone | St. Pete Times Forum              |
| 11 marca 2009     | Uniondale      | Stany Zjednoczone | Nassau Veterans Memorial Coliseum |
| 13 marca 2009     | Newark         | Stany Zjednoczone | Prudential Center                 |
| 14 marca 2009     | Newark         | Stany Zjednoczone | Prudential Center                 |
| 16 marca 2009     | Boston         | Stany Zjednoczone | TD Banknorth Garden               |
| 18 marca 2009     | Toronto        | Kanada            | Air Canada Centre                 |
| 19 marca 2009     | Toronto        | Kanada            | Air Canada Centre                 |
| 20 marca 2009     | Montreal       | Kanada            | Bell Centre                       |
| 23 marca 2009     | Uniondale      | Stany Zjednoczone | Nassau Veterans Memorial Coliseum |
| 24 marca 2009     | Waszyngton     | Stany Zjednoczone | Verizon Center                    |
| 27 marca 2009     | Pittsburgh     | Stany Zjednoczone | Mellon Arena                      |
| 30 marca 2009     | Houston        | Stany Zjednoczone | Toyota Center                     |
| 31 marca 2009     | Dallas         | Stany Zjednoczone | American Airlines Center          |
| 2 kwietnia 2009   | Kansas City    | Stany Zjednoczone | Sprint Center                     |
| 3 kwietnia 2009   | Minneapolis    | Stany Zjednoczone | Target Center                     |
| 6 kwietnia 2009   | Edmonton       | Kanada            | Rexall Place                      |
| 8 kwietnia 2009   | Vancouver      | Kanada            | General Motors Place              |
| 9 kwietnia 2009   | Tacoma         | Stany Zjednoczone | Tacoma Dome                       |
| 11 kwietnia 2009  | Sacramento     | Stany Zjednoczone | ARCO Arena                        |
| 12 kwietnia 2009  | San Jose       | Stany Zjednoczone | HP Pavilion at San Jose           |
| 14 kwietnia 2009  | Salt Lake City | Stany Zjednoczone | EnergySolutions Arena             |
| 16 kwietnia 2009  | Los Angeles    | Stany Zjednoczone | Staples Center                    |
| 17 kwietnia 2009  | Los Angeles    | Stany Zjednoczone | Staples Center                    |
| 19 kwietnia 2009  | Anaheim        | Stany Zjednoczone | Honda Center                      |
| 20 kwietnia 2009  | Anaheim        | Stany Zjednoczone | Honda Center                      |
| 22 kwietnia 2009  | Oakland        | Stany Zjednoczone | Oracle Arena                      |
| 24 kwietnia 2009  | Glendale       | Stany Zjednoczone | Jobing.com Arena                  |
| 25 kwietnia 2009  | Las Vegas      | Stany Zjednoczone | MGM Grand Garden Arena            |
| 28 kwietnia 2009  | Rosemont       | Stany Zjednoczone | Allstate Arena                    |
| 29 kwietnia 2009  | Rosemont       | Stany Zjednoczone | Allstate Arena                    |
| 30 kwietnia 2009  | Columbus       | Stany Zjednoczone | Schottenstein Center              |
| 2 maja 2009       | Uncasville     | Stany Zjednoczone | Mohegan Sun Arena                 |
| 3 maja 2009       | Uncasville     | Stany Zjednoczone | Mohegan Sun Arena                 |
| 5 maja 2009       | Montreal       | Kanada            | Centre Bell                       |
| Europa            |                |                   |                                   |
| 3 czerwca 2009    | Londyn         | Wielka Brytania   | The O2                            |
| 4 czerwca 2009    | Londyn         | Wielka Brytania   | The O2                            |
| 6 czerwca 2009    | Londyn         | Wielka Brytania   | The O2                            |
| 7 czerwca 2009    | Londyn         | Wielka Brytania   | The O2                            |
| 10 czerwca 2009   | Londyn         | Wielka Brytania   | The O2                            |
| 11 czerwca 2009   | Londyn         | Wielka Brytania   | The O2                            |
| 13 czerwca 2009   | Londyn         | Wielka Brytania   | The O2                            |
| 14 czerwca 2009   | Londyn         | Wielka Brytania   | The O2                            |
| 17 czerwca 2009   | Manchester     | Wielka Brytania   | Manchester Evening News Arena     |
| 19 czerwca 2009   | Dublin         | Irlandia          | The O2                            |
| 20 czerwca 2009   | Dublin         | Irlandia          | The O2                            |
| 4 lipca 2009      | Paryż          | Francja           | Palais Omnisports de Paris-Bercy  |
| 5 lipca 2009      | Paryż          | Francja           | Palais Omnisports de Paris-Bercy  |
| 6 lipca 2009      | Paryż          | Francja           | Palais Omnisports de Paris-Bercy  |
| 9 lipca 2009      | Antwerpia      | Belgia            | Sportpaleis                       |
| 11 lipca 2009     | Kopenhaga      | Dania             | Parken                            |
| 13 lipca 2009     | Sztokholm      | Szwecja           | Ericsson Globe                    |
| 14 lipca 2009     | Sztokholm      | Szwecja           | Ericsson Globe                    |
| 16 lipca 2009     | Helsinki       | Finlandia         | Hartwall Areena                   |
| 19 lipca 2009     | Petersburg     | Rosja             | Pałac Lodowy                      |
| 21 lipca 2009     | Moskwa         | Rosja             | Olimpiiskij                       |
| 26 lipca 2009     | Berlin         | Niemcy            | O2 World                          |
| Ameryka Północna  |                |                   |                                   |
| 20 sierpnia 2009  | Hamilton       | Kanada            | Copps Coliseum                    |
| 21 sierpnia 2009  | Ottawa         | Kanada            | Scotiabank Place                  |
| 24 sierpnia 2009  | Nowy Jork      | Stany Zjednoczone | Madison Square Garden             |
| 25 sierpnia 2009  | Nowy Jork      | Stany Zjednoczone | Madison Square Garden             |
| 26 sierpnia 2009  | Nowy Jork      | Stany Zjednoczone | Madison Square Garden             |
| 29 sierpnia 2009  | Boston         | Stany Zjednoczone | TD Banknorth Garden               |
| 30 sierpnia 2009  | Filadelfia     | Stany Zjednoczone | Wachovia Center                   |
| 1 września 2009   | Orlando        | Stany Zjednoczone | Amway Arena                       |
| 2 września 2009   | Miami          | Stany Zjednoczone | AA Arena                          |
| 4 września 2009   | Atlanta        | Stany Zjednoczone | Philips Arena                     |
| 5 września 2009   | Greensboro     | Stany Zjednoczone | Coliseum                          |
| 8 września 2009   | Detroit        | Stany Zjednoczone | The Palace of Auburn Hills        |
| 9 września 2009   | Chicago        | Stany Zjednoczone | Allstate Center                   |
| 11 września 2009  | Des Moines     | Stany Zjednoczone | Wells Fargo Arena                 |
| 12 września 2009  | Grand Forks    | Stany Zjednoczone | Alerus Center                     |
| 15 września 2009  | Tulsa          | Stany Zjednoczone | BOK Center                        |
| 16 września 2009  | Houston        | Stany Zjednoczone | Toyota Center                     |
| 18 września 2009  | Dallas         | Stany Zjednoczone | American Airlines Center          |
| 19 września 2009  | Bossier City   | Stany Zjednoczone | CenturyTel Center                 |
| 21 września 2009  | El Paso        | Stany Zjednoczone | Don Haskins Center                |
| 23 września 2009  | Los Angeles    | Stany Zjednoczone | Staples Center                    |
| 26 września 2009  | Las Vegas      | Stany Zjednoczone | Mandalay Bay                      |
| 27 września 2009  | Las Vegas      | Stany Zjednoczone | Mandalay Bay                      |
| Australia         |                |                   |                                   |
| 6 listopada 2009  | Perth          | Australia         | Burswood Dome                     |
| 7 listopada 2009  | Perth          | Australia         | Burswood Dome                     |
| 11 listopada 2009 | Melbourne      | Australia         | Rod Laver Arena                   |
| 12 listopada 2009 | Melbourne      | Australia         | Rod Laver Arena                   |
| 13 listopada 2009 | Melbourne      | Australia         | Rod Laver Arena                   |
| 16 listopada 2009 | Sydney         | Australia         | Acer Arena                        |
| 17 listopada 2009 | Sydney         | Australia         | Acer Arena                        |
| 19 listopada 2009 | Sydney         | Australia         | Acer Arena                        |
| 20 listopada 2009 | Sydney         | Australia         | Acer Arena                        |
| 22 listopada 2009 | Brisbane       | Australia         | Brisbane Entertainment Centre     |
| 24 listopada 2009 | Brisbane       | Australia         | Brisbane Entertainment Centre     |
| 25 listopada 2009 | Brisbane       | Australia         | Brisbane Entertainment Centre     |
| 27 listopada 2009 | Melbourne      | Australia         | Rod Laver Arena                   |
| 29 listopada 2009 | Adelaide       |                   | Adelaide Entertainment Centre     |

## Sprzedaż biletów
| Miejsce                           | Miasto           | Sprzedaż biletów / Sprzedaż procentowa | Dochód       |
| --------------------------------- | ---------------- | -------------------------------------- | ------------ |
| New Orleans Arena                 | New Orleans      | 16,810 / 16,810 (100%)                 | $1,604,815   |
| Philips Arena                     | Atlanta          | 17,194 / 17,194 (100%)                 | $1,695,449   |
| American Airlines Arena           | Miami            | 18,644 / 18,644 (100%)                 | $1,972,928   |
| St. Pete Times Forum              | Tampa            | 18,929 / 18,929 (100%)                 | $1,818,011   |
| Prudential Center                 | Newark           | 33,535 / 33,535 (100%)                 | $3,865,005   |
| TD Banknorth Gardens              | Boston           | 16,659 / 16,659 (100%)                 | $1,909,235   |
| Air Canada Centre                 | Toronto          | 37,912 / 37,912 (100%)                 | $3,714,316   |
| Bell Centre                       | Montreal         | 21,234 / 21,234 (100%)                 | $1,911,733   |
| The O2                            | Londyn           | 180,000/180,000 (100%)                 | $39,504,923  |
| Manchester Evening News Arena     | Menchester       | 13,139/13,139 (100%)                   | $1,600,000   |
| The O2                            | Dublin           | 25,000/25,000 (100%)                   | $3,560,780   |
| Palais Omnisports de Paris-Bercy  | Paryz            | 35,000/40,000 (88%)                    | $15,678,090  |
| Sportpaleis                       | Antwerpia        | 16,000/16,000 (100%)                   | $2,435,080   |
| Parken                            | Kopenhaga        | 40,000/40,000 (100%)                   | $12,543,000  |
| Ericsson Globe                    | Sztokholm        | 24,000/24,000 (100%)                   | $4,870,800   |
| Hartwall Areena                   | Helsinki         | 13,000/13,000(100%)                    | $2,230,000   |
| Ice Palace                        | Saint Petersburg | 15,000/15,000 (100%)                   | $2,238,000   |
| Olimpiiski                        | Moskwa           | 35,000/40,000 (88%)                    | $10,980,090  |
| O2 World                          | Berlin           | 15,000/15,000 (100%)                   | $2,980,000   |
| Nassau Veterans Memorial Coliseum | Uniondale        | 33,549 / 33,549 (100%)                 | $3,623,790   |
| Verizon Center                    | Washington, D.C. | 18,160 / 18,160 (100%)                 | $1,859,147   |
| Mellon Arena                      | Pittsburgh       | 16,146 / 16,146 (100%)                 | $1,553,944   |
| Toyota Center                     | Houston          | 16,604 / 16,604 (100%)                 | $1,749,704   |
| American Airlines Center          | Dallas           | 17,869 / 17,869 (100%)                 | $1,830,923   |
| Sprint Center                     | Kansas City      | 16,872 / 16,872 (100%)                 | $1,567,486   |
| Target Center                     | Minneapolis      | 17,694 / 17,694 (100%)                 | $1,420,032   |
| Rexall Place                      | Edmonton         | 17,109 / 17,109 (100%)                 | $1,422,220   |
| GM Place                          | Vancouver        | 18,040 / 18,040 (100%)                 | $1,552,132   |
| Tacoma Dome                       | Tacoma           | 21,828 / 21, 828 (100%)                | $1,694,410   |
| Arco Arena                        | Sacramento       | 14,975 / 14,975 (100%)                 | $1,293,323   |
| HP Pavilion at San Jose           | San Jose         | 17,053 / 17,053 (100%)                 | $1,834,352   |
| EnergySolutions Arena             | Salt Lake City   | 17,095 / 17,095 (100%)                 | $1,076,551   |
| Staples Center                    | Los Angeles      | 33,142 / 33,142 (100%)                 | $4,062,953   |
| Honda Center                      | Anaheim          | 31,582 / 31,582 (100%)                 | $3,081,963   |
| Oracle Arena                      | Oakland          | 17,694 / 17,694 (100%)                 | $1,310,285   |
| Allstate Arena                    | Rosemont         | 32,942 / 32,942 (100%)                 | $3,194,384   |
| MGM Grand Garden                  | Las Vegas        | 15,728 / 15,728 (100%)                 | $2,482,352   |
| Mohegan Sun Arena                 | Uncasville       | 18,611 / 18,611 (100%)                 | $2,349,446   |
| Jobing.com Arena                  | Glendale         | 17,005 / 17,005 (100%)                 | $1,769,063   |
| Schottenstein Center              | Columbus         | 17,221 / 17,221 (100%)                 | $1,434,383   |
| Bell Centre                       | Montreal         | 11,475 / 11,475 (100%)                 | $922,364     |
| Copps Coliseum                    | Hamilton         | 16,629 / 16,629 (100%)                 | $943,852     |
| Scotiabank Place                  | Ottawa           | 15,883 / 15,883 (100%)                 | $1,071,229   |
| Madison Square Garden             | New York         | 53,356 / 53,356 (100%)                 | $3,814,089   |
| TD Garden                         | Boston           | 15,330 / 15,330 (100%)                 | $1,036,457   |
| Wachovia Center                   | Philadelphia     | 17,641 / 17,641 (100%)                 | $1,165,725   |
| Amway Arena                       | Orlando          | 11,408 / 11,408 (100%)                 | $687,437     |
| American Airlines                 | Miami            | 14,502 / 14,502 (100%)                 | $873,099     |
| Philips Arena                     | Atlanta          | 11,900 / 11,900 (100%)                 | $655,507     |
| Greensboro Coliseum               | Greensboro       | 10,813 / 10,813 (100%)                 | $559,862     |
| Palace of Auburn Hills            | Detroit          | 12,572 / 12,572 (100%)                 | $935,772     |
| Allstate Arena                    | Chicago          | 15,695 / 15,695 (100%)                 | $722,618     |
| Wells Fargo Arena                 | Des Moines       | 10,397 / 10,397 (100%)                 | $525,479     |
| Alerus Center                     | Grand Forks      | 12,713 / 12,713 (100%)                 | $849,983     |
| BOK Center                        | Tulsa            | 10,930 / 10,930 (100%)                 | $794,596     |
| Toyota Center                     | Houston          | 11,347 / 11,347 (100%)                 | $738,656     |
| American Airlines Center          | Dallas           | 13,471 / 13,471 (100%)                 | $1,098,940   |
| CenturyTel Center                 | Bossier City     | 10,240 / 10,240 (100%)                 | $610,818     |
| Don Haskins Center                | El Paso          | 11,531 / 11,531 (100%)                 | $928,907     |
| Staples Center                    | Los Angeles      | 15,306 / 15,306 (100%)                 | $1,162,646   |
| San Diego Sports Arena            | San Diego        | 11,845 / 11,845 (100%)                 | $608,300     |
| Mandalay Bay Events Center        | Las Vegas        | 18,799 / 18,799 (100%)                 | $1,712,858   |
| Burswood Dome                     | Perth            | 24,799 / 24,799 (100%)                 | $6,712,858   |
| Rod Laver Arena                   | Melbourne        | 58,799 / 58,799 (100%)                 | $20,908,710  |
| Acer Arena                        | Sydney           | 66,247 / 66,247(100%)                  | $34,908,000  |
| Brisbane Entertainment Centre     | Brisbane         | 39,780 / 39,780 (100%)                 | $5,908,700   |
| Adelaide Entertainment Centre     | Adelaide         | 12,780 / 12,780 (100%)                 | $1,789,700   |
|                                   | Łącznie          | 1,521,915 / 1,528,915 (99,9%)          | $215,175,360 |